# Coppa Intercontinentale 2013 (hockey su pista)
La Coppa Intercontinentale 2013 è stata la 14ª edizione dell'omonima competizione di hockey su pista riservata alle squadre di club. Il torneo ha avuto luogo il 16 novembre 2013. Il trofeo è stato vinto dal Benfica per la prima volta nella sua storia.

## Squadre partecipanti
| Nazione    | Club    | Qualificazione                                      | Partecipazioni precedenti (il grassetto indica la vittoria) |
| ---------- | ------- | --------------------------------------------------- | ----------------------------------------------------------- |
| Brasile    | Recife  | Detentore del South American Club Championship 2012 | Esordiente                                                  |
| Portogallo | Benfica | Detentore dell'Eurolega 2012-2013                   | Esordiente                                                  |

## Risultati
| Torres Novas 16 novembre 2013 Finale | Benfica | 10 – 3 | Recife | Palácio dos Desportos de Torres Novas |